# Tim Schnelle
Tim Schnelle (* 2. Januar 1982 in Werdau) ist ein ehemaliger deutscher Eishockeytorwart, der unter anderem für die Revierlöwen Oberhausen in der Deutschen Eishockey Liga (DEL) aktiv war.

## Karriere
Vor seiner Profikarriere nahm Tim Schnelle, der beim ETC Crimmitschau ausgebildet worden war, mit den European Bauer Pioneers, einer deutschen Nachwuchsmannschaft, am Junioren-Spielbetrieb in Kanada teil. Ab 1999 spielte er wieder in Deutschland und schloss sich dem Iserlohner EC an, für den er als Back-up-Torwart in der 2. Bundesliga sowie als Stammkraft in der 1b-Mannschaft in der Regionalliga zum Einsatz kam. Auch bei seinen nächsten Stationen, dem Zweitligisten SC Bietigheim-Bissingen und den Revierlöwen Oberhausen in der Deutschen Eishockey Liga (DEL), war er hauptsächlich Vertreter des jeweiligen Stammgoalies. Dabei erzielte er in der Saison 2001/02 in Oberhausen mit 92,3 Prozent eine höhere Fangquote als die Nummer eins, Sinuhe Wallinheimo.
Über die Starbulls Rosenheim und den EV Duisburg kam Schnelle im Jahr 2004 zum ESC Halle 04, für den er vier Jahre lang im Tor stand. Im Jahr 2007 gelang ihm mit der Mannschaft der Aufstieg in die Oberliga. Nach einem Jahr in der dritthöchsten Spielklasse kehrte er zur Saison 2008/09 in die Regionalliga zurück, wo er für zwei Jahre vom ERV Chemnitz 07 verpflichtet wurde. In der Spielzeit 2010/11 stand er für den Oberligisten EHV Schönheide 09 zwischen den Pfosten, bevor er seine Karriere beendete.

## Erfolge und Auszeichnungen
- 2007 Aufstieg in die Oberliga mit dem ESC Halle 04

## Karrierestatistik
(Legende zur Torhüterstatistik: GP oder Sp = Spiele insgesamt; W oder S = Siege; L oder N = Niederlagen; T oder U oder OT = Unentschieden oder Overtime- bzw. Shootout-Niederlage; Min. = Minuten; SOG oder SaT = Schüsse aufs Tor; GA oder GT = Gegentore; SO = Shutouts; GAA oder GTS = Gegentorschnitt; Sv% oder SVS% = Fangquote; EN = Empty Net Goal; 1 Play-downs/Relegation; Kursiv: Statistik nicht vollständig)